# Erich Lessing
Pour les articles homonymes, voir Lessing.
Erich Lessing est un photographe autrichien, né le 13 juillet 1923 à Vienne et mort le 29 août 2018 dans la même ville.

## Biographie
Erich Lessing nait le 13 juillet 1923 et grandit dans le quartier Josefstadt à Vienne, dans une famille juive . Son père est dentiste et sa mère pianiste concertiste. Son père meurt en 1933 d’un cancer. Il fuit en Palestine en 1939. Sa mère et sa grand-mère, restées en Autriche, sont déportées et assassinées par les nazis à Auschwitz et Theresienstadt.
Il fait des études d’ingénieur radio au Technion à Haïfa, et travaille comme chauffeur de taxi et pisciculteur dans un kibboutz où il prend ses premières photos au jardin d’enfant et sur les plages.
Revenu en Autriche en 1947, il retourne à Vienne où il rencontre sa future épouse qui est journaliste. Il travaille pour Associated Press, et publie ses images dans les magazines Life, Epoca, Picture Post et Paris-Match. En 1951, David ‘Chim’ Seymour l’invite à rejoindre Magnum Photos. Il en devient membre en 1955, et y contribuera jusqu’en 1979.
En 2013, Erich Lessing fait don de 60 000 photographies aux archives de la Bibliothèque nationale autrichienne.
Erich Lessing meurt le 29 août 2018 à Vienne à 95 ans,.

## Publications
Liste non exhaustive
- (en) Lessing, E., Bednarik, K., Discoverers of Space, Search Press Ltd, 1969,  (ISBN 978-0855321925)
- (en) The Adventures of Ulysses: Homer’s Epic in Pictures, Dodd Mead, 1970,  (ISBN 978-0-396-06251-6)
- (en) The Bible: History and Culture of a People. A Pictorial narration, Herder and Herder, 1970,  (ISBN 978-0-333-12102-3)
- Femmes mythologies, France : Imprimerie Nationale, 1994,  (ISBN 978-2-11-081187-5)
- Pompeii, Vilo International, 1996,  (ISBN 978-2-87939-007-9)
- Erich Lessing, Paris, Hazan, 2003, 460 p. (ISBN 978-2850258800)
- (en) Crawford, A., Arresting Time: Erich Lessing, Reportage Photography, 1948-1973, Quantuck Lane, 2005,  (ISBN 978-1-59372-020-9)
- (en) Revolution in Hungary, The 1956 Budapest Uprising, Thames & Hudson, 2006,  (ISBN 978-0-500-51326-2)

## Prix et distinctions
Liste non exhaustive
- 1956 : American Art Directors’ Award, pour sa couverture de la révolution hongroise[5]
- 1996 : Prix Nadar pour son livre Les voyages d’Ulysse [2]
- Dr. Karl Renner Award[5]
- 1997 : Grand Prix d'État autrichien pour la photographie d’art[5]

### Portfolio
- Portfolio sur le site de l’agence Magnum Photos

### Vidéogramme
- Erich Lessing interrogé par Laure Adler, Le cercle de minuit, France 2, 6 septembre 1994.